# 2009年美國復蘇與再投資法
《2009年美國復甦與再投資法》（英語：American Recovery and Reinvestment Act of 2009，縮寫：ARRA），是2009年初新任美國總統巴拉克·歐巴馬針對經濟大衰退所提出的總額7,870億美元的美國經濟刺激方案，由2,860億美元的個人和企業減稅措施，以及5千多億美元的政府開支計劃組成。該方案歷經挫折，在美國時間2月13日終獲通過。

## 要点
法案要点如下：

### 減稅
- 2860億美元用于減稅，占方案總額約三分之一，以刺激國家經濟的主要引擎，即市場消費情緒。
- 2009年和2010年，95%美國家庭將獲得減稅，個人可以抵減400美元，家庭則可減免800美元。

### 基礎建設及公共投資
- 1200億美元用于基建計劃和科學研究投資。改善公共交通系統，興建高速公路、高速鐵路。
- 加強寬帶網絡覆蓋，其中72億美元將用于改善特別是偏遠地區的寬帶網絡。
- 190億美元投資于醫療信息技術領域，例如將病例數據電子化。
- 1059億美元投資教育建設，包括對各州政府撥出536億美元修繕學校建築。

### 環境及能源安全
- 145億美元用于環境計劃，包括消除已廢棄核武器和能源研究中心，對國防設施實施能源效益計劃，改善食水設施。
- 199億美元投資在再生能源及節能項目，其中131億元用于對再生能源生產的稅收抵減。
- 110億美元用于提升美國的電力網。

### 低收入人群福利
- 437億美元用于公共衛生與社會服務緊急基金，其中269億用于幫助失業者維持他們的醫療保險。
- 100億美元投資公共住房計劃。
- 199億美元用于濟貧，擴大食物換領券資助貧窮家庭。

## 爭議
眾議院在該方案中添加“買美國貨”條款，要求獲得振興款的公共工程只能使用美國制鋼鐵。此條款被認為是貿易保護主義的典型，在世界範圍内受到一定質疑，並且可能對美國及世界未來經濟走向埋下了不確定因素。

## 逸事
參議院以60票對38票的表決有驚無險地通過該方案。這一贊成票數目是法案通過的底綫。而在通過過程中，第60票是由民主黨參議員謝羅德·布朗從俄亥俄奔喪後飛回華盛頓投下的，這一關鍵一票使該方案終於達到最低門檻而獲得通過。
若將該方案涉及金額平均分配給地球上所有人，則每人可獲116美元。這一金額相當于伊拉克戰爭成本的1.3倍、美國史上最大財政赤字的1.7倍。不過，該金額與聯邦收入比率仍遠低于羅斯福新政的開支。

## 外部連結
- 維基文庫中的法案全文（页面存档备份，存于）